# Robert Mongrain
Robert Mongrain, surnommé Bob, (né le 31 août 1959 à La Sarre, Québec, Canada) est un joueur professionnel et entraîneur-chef de hockey sur glace.

## Carrière de joueur
Natif de La Sarre, en Abitibi-Témiscamingue, Robert Mongrain grandit à Amos, au sein d’une famille de quatre enfants. Tout comme ses frères, il apprend à jouer au hockey avec le club des Mosquitos. En 1970, il participe avec son équipe au Tournoi international de hockey pee-wee de Québec et remporte, avec ses coéquipiers, les grands honneurs de la classe C. À 15 ans, il endosse l’uniforme des Comètes d’Amos dans la ligue juvénile. C’est avec cette équipe qu’il se fait remarquer; Michel Bergeron, entraîneur-chef des Draveurs de Trois-Rivières de la LHJMQ, vient en Abitibi pour le voir jouer. Au cours de l’été suivant, Mongrain participe aux Jeux du Québec et remporte 4 médailles en course à pied. Peu de temps après, il est invité au camp d’entraînement des Draveurs. Il s’aligne finalement pendant une saison et demie avec l’équipe du Cap-de-la-Madeleine, dans la Ligue junior A du Québec, avant de devenir un joueur régulier avec le club trifluvien.
Sous les ordres de Michel Bergeron, de 1977 à 1979, Mongrain connaît des saisons de 78 et 142 points avec les Draveurs. Combinés à celles de ses coéquipiers, ses performances permettent au club de Trois-Rivières d’enregistrer 105 victoires, en 144 matchs, et de remporter 2 Coupes du Président. La troupe de Bergeron participe également à deux tournois de la Coupe Memorial, sans toutefois soulever le trophée. Malgré ces succès, Mongrain est ignoré par tous les clubs de la LNH lors des repêchages amateurs de 1978 et 1979. Michel Bergeron mousse toutefois sa candidature auprès de Scotty Bowman, le nouvel entraîneur-chef et directeur-gérant des Sabres de Buffalo, et le 16 septembre 1979 il signe son premier contrat professionnel.
D’octobre 1979 à mars 1982, Robert Mongrain fait la navette entre Buffalo et Rochester, ville du club-école des Sabres. Il joue dans 62 parties de saison régulière avec le grand club, produisant 20 points (10 buts, 10 passes). Mais c’est avec Rochester qu’il s’établit comme joueur régulier. En cinq saisons avec les Americans, il compile une fiche de 153 buts et 186 passes en 322 parties. De 1980 à 1983, il évolue sous les ordres de l’entraîneur Mike Keenan et devient le capitaine de l’équipe. Avec Keenan, il soulève la Coupe Calder au printemps 1983. Un an plus tard, il perd cette même Coupe Calder aux mains des Mariners du Maine en finale. Il a joué alors son dernier match avec les Americans.
À l’automne 1984, Mongrain refuse un poste d’entraîneur-adjoint avec Rochester et décide de partir pour l’Europe. Il signe avec une équipe de première division du championnat suisse de hockey sur glace, les Flyers de Kloten. En 38 parties, il compte 42 buts et enregistre 72 points. À la fin février, alors que les activités de la LNA sont terminés, il revient en Amérique et joue 8 parties avec les Sabres. Il répète le même scénario la saison suivante : il s’aligne avec Kloten jusqu’en février, puis revient dans la LNH pour jouer 11 parties, cette fois-ci avec les Kings de Los Angeles. En septembre 1986, il repart pour la Suisse avec l’intention de s’y établir pour un certain temps. Il joue 2 autres saisons avec Kloten, une saison avec le HC Martigny, deux saisons avec le HC Sierre et revient terminer sa carrière avec le HC Martigny en 1993. C’est avec cette équipe qu’il décide d’entamer une nouvelle carrière dans le hockey, celle d’entraîneur-chef.

## Carrière d’entraîneur
Robert Mongrain démarre plutôt bien sa carrière d'entraîneur. En effet, lors de la saison 1993-1994, en LNB, il mène le HC Martigny à une fiche de 25 victoires, 9 défaites et 2 matchs nuls. Lors des séries éliminatoires, son club élimine le HC La Chaux-de-Fonds en 5 parties avant de perdre en 4 parties contre le HC Lausanne en demi-finale. Fort de son expérience, Mongrain décide alors de revenir au Québec et d’offrir ses services à divers clubs de la LHJMQ. Ce sont finalement les Olympiques de Hull qui lui offrent un premier contrat d’entraîneur en Amérique. Il a comme adjoint, un certain Claude Julien. Parmi les joueurs qu’il a à diriger, on retrouve Sébastien Bordeleau et José Théodore. Le club de l’Outaouais enregistre 42 victoires en saison régulière et balaye tous ses adversaires en séries éliminatoires, incluant le Titan de Laval de Michel Therrien en finale, pour remporter la Coupe du Président. Mongrain devient alors le premier hockeyeur à avoir soulevé le trophée de championnat de la LHJMQ comme joueur et comme entraîneur. Champions du Québec, les Olympiques participent alors au tournoi de la Coupe Memorial, mais subissent 3 défaites et terminent au dernier rang. Lors de la saison suivante, le club de Hull remporte 52 matchs en saison régulière mais est éliminé en demi-finale par Martin Biron et ses coéquipiers des Harfangs de Beauport.
À l’été 1996, la direction des Olympiques offre un contrat d’une saison à Mongrain. Mais ce dernier refuse l’offre et préfère un pacte de 3 ans avec les Faucons de Sherbrooke. Le club sherbrookois est toutefois en reconstruction et le nouvel entraîneur ne peut faire de miracle; les Faucons ne remportent que 24 victoires en 70 parties lors de la saison 1996-1997 et 2 victoires de plus lors de la saison suivante. À l’été 1998, la concession déménage à Lewiston et Robert Mongrain signe avec les Mooseheads d’Halifax à titre d’entraîneur-chef et de directeur-gérant. Mongrain devra faire face à la pression puisque qu’au printemps 2000, le tournoi de la Coupe Memorial aura lieu à Halifax et les partisans des Mooseheads ne s’attendent à rien de moins qu’à la victoire de leurs favoris au prestigieux championnat junior canadien. Mais le nouvel entraîneur à sous ses ordres des joueurs comme Ladislav Nagy, Alex Tanguay et Pascal Leclaire qui peuvent répondre à l’appel. Résultat : son club termine la saison 1998-1999 avec 46 victoires. Toutefois, les Mooseheads sont éliminés lors de la deuxième ronde des séries éliminatoires de la LHJMQ par le Titan d'Acadie-Bathurst. La saison 1999-2000 est plutôt décevante. Une douzaine de joueurs sont échangés par Mongrain et même si l’équipe remporte 41 matchs, elle est éliminée en deuxième ronde, en 4 parties, par l’Océanic de Rimouski et son prolifique joueur de centre, Brad Richards. Quelques jours après cette décevante élimination, la haute direction des Moosheads congédie Robert Mongrain et le remplace par son adjoint, Shawn Mackenzie. Halifax perd malgré tout la demi-finale du tournoi de la Coupe Memorial.
Robert Mongrain demeure sans emploi jusqu’au début de l’année 2001. Le 29 janvier, il remplace Jean Pronovost à la barre des Huskies de Rouyn-Noranda. Il mène sa nouvelle troupe à une fiche de 11 victoires, 8 défaites et un match nul. Le club de l’Abitibi-Témiscamingue baisse toutefois pavillon en 4 parties face aux Cataractes de Shawinigan lors de la deuxième ronde des séries éliminatoires. La saison suivante est décevante pour Rouyn-Noranda: seulement 26 victoires et une élimination rapide en première ronde. À l’automne 2002, Mongrain n’arrive pas à engranger les victoires et après 15 défaites en 23 matchs, il est congédié par la direction des Huskies. Il retourne alors rejoindre sa famille à Halifax et s’occupe à plein temps de ses trois écoles de hockey en Nouvelle-Écosse. L’une de ses écoles à d’ailleurs déjà eu comme élève Sidney Crosby.
Le 17 juin 2005, Robert Mongrain fait le saut au hockey universitaire et devient le nouvel entraîneur-chef des Aigles Bleus de l’Université de Moncton. Après une saison de 18 victoires en 28 parties, mais une élimination rapide en séries éliminatoires, la troupe de Mongrain se reprend en 2006-2007 en terminant au premier rang du hockey universitaire canadien et en égalant un record de concession avec une fiche de 22 victoires en 27 parties. Les Aigles Bleus se rendent jusqu’à la finale du championnat canadien qu’ils perdent toutefois aux mains des Varsity Reds de l’Université du Nouveau-Brunswick. À l’issue de cette saison, Robert Mongrain est nommé entraîneur de l'année du Sport universitaire de l'Atlantique et il reçoit également le prix commémoratif Père-George-Kehoe, qui honore l'entraîneur de l'année au hockey universitaire au Canada. Il devient ainsi le troisième entraîneur des Aigles Bleus à mériter cet honneur, après Jean Perron et Len Doucet. L’équipe de Moncton connaît de bonnes saisons en 2007-2008 et 2008-2009, mais est éliminée en demi-finale par les Redmen de McGill en 2008 et les Huskies de Saint-Mary’s en deuxième ronde des séries éliminatoires de 2009. Malgré un fiche cumulative de 70 victoires, 30 défaites et 9 défaites en prolongation à la barre des Aigles, ainsi qu’un deuxième titre d’entraîneur de l'année du Sport universitaire de l'Atlantique, Mongrain quitte l’organisation de Moncton et s’envole pour l’Europe.
C’est en tant qu’entraîneur du HC Sierre que Robert Mongrain effectue son retour en Suisse à l’été 2009. Il mène son club à une saison de 21 victoires en LNB, mais perd en demi-finale face au HC Viège. Le début de saison 2010-2011 est difficile et Mongrain est sacrifié et est remplacé par Morgan Samuelsson. On le congédie mais il se trouve du boulot immédiatement avec le club qui l’a éliminé au printemps précédent, où il remplace Réal Paiement et l’intérimaire Michel Zeiter. Il mène alors le HC Viège jusqu’aux grands honneurs et remporte la finale 4 victoires à 0 contre le HC Lausanne. En janvier 2012, alors qu’il est encore l’entraîneur du club de Viège, Mongrain s’entend avec le Centre national de glace de Champéry, où il agira à titre d’ambassadeur, d’organisateur de stages et d’événements sportifs et comme entraîneur du HC Portes du Soleil. Un an plus tard, en janvier 2013, il accepte de devenir le nouvel entraîneur du HC Sion en première ligue, poste qu’il occupe pendant la saison 2013-2014,.

## Vie personnelle
Robert Mongrain est père de trois enfants : Vanessa, née à Rochester, Audrey et David, nés en Suisse.
Lors de son séjour à Martigny, Mongrain s’est lié d’amitié avec Jean-Claude Tremblay avec qui il jouait souvent au golf à Chamonix.
Outre le hockey, Robert Mongrain pratique le golf et le vélo.

## Statistiques

### Statistiques de joueur
| Saison       | Équipe                     | Ligue        |     | Saison régulière | Saison régulière | Saison régulière | Saison régulière | Saison régulière |    | Séries éliminatoires | Séries éliminatoires | Séries éliminatoires | Séries éliminatoires | Séries éliminatoires |
| Saison       | Équipe                     | Ligue        | PJ  | B                | A                | Pts              | Pun              | PJ               | B  | A                    | Pts                  | Pun                  |                      |                      |
| 1975-1976    | Draveurs de Trois-Rivières | LHJMQ        | 1   | 0                | 0                | 0                | 0                | -                | -  | -                    | -                    | -                    |                      |                      |
| 1976-1977    | Draveurs de Trois-Rivières | LHJMQ        | 12  | 0                | 2                | 2                | 0                | -                | -  | -                    | -                    | -                    |                      |                      |
| 1977-1978    | Draveurs de Trois-Rivières | LHJMQ        | 72  | 35               | 43               | 78               | 77               | 13               | 2  | 4                    | 6                    | 7                    |                      |                      |
| 1978-1979    | Draveurs de Trois-Rivières | LHJMQ        | 72  | 66               | 76               | 142              | 55               | 13               | 4  | 14                   | 18                   | 13                   |                      |                      |
| 1979-1980    | Americans de Rochester     | LAH          | 39  | 25               | 24               | 49               | 58               | -                | -  | -                    | -                    | -                    |                      |                      |
| 1979-1980    | Sabres de Buffalo          | LNH          | 34  | 4                | 6                | 10               | 4                | 9                | 1  | 2                    | 3                    | 2                    |                      |                      |
| 1980-1981    | Americans de Rochester     | LAH          | 69  | 21               | 29               | 50               | 101              | -                | -  | -                    | -                    | -                    |                      |                      |
| 1980-1981    | Sabres de Buffalo          | LNH          | 4   | 0                | 0                | 0                | 2                | -                | -  | -                    | -                    | -                    |                      |                      |
| 1981-1982    | Americans de Rochester     | LAH          | 56  | 37               | 37               | 74               | 45               | -                | -  | -                    | -                    | -                    |                      |                      |
| 1981-1982    | Sabres de Buffalo          | LNH          | 24  | 6                | 4                | 10               | 6                | 1                | 0  | 0                    | 0                    | 0                    |                      |                      |
| 1982-1983    | Americans de Rochester     | LAH          | 80  | 29               | 52               | 81               | 72               | 16               | 3  | 5                    | 8                    | 24                   |                      |                      |
| 1983-1984    | Americans de Rochester     | LAH          | 78  | 41               | 44               | 85               | 154              | 18               | 11 | 9                    | 20                   | 48                   |                      |                      |
| 1984-1985    | Sabres de Buffalo          | LNH          | 8   | 1                | 1                | 2                | 0                | -                | -  | -                    | -                    | -                    |                      |                      |
| 1984-1985    | EHC Kloten                 | LNA          | 36  | 42               | 30               | 72               |                  | -                | -  | -                    | -                    | -                    |                      |                      |
| 1985-1986    | Kings de Los Angeles       | LNH          | 11  | 2                | 3                | 5                | 2                | -                | -  | -                    | -                    | -                    |                      |                      |
| 1985-1986    | EHC Kloten                 | LNA          | 34  | 44               | 43               | 77               | 109              | 5                | 8  | 1                    | 9                    | 21                   |                      |                      |
| 1986-1987    | EHC Kloten                 | LNA          | 29  | 25               | 22               | 47               | 44               | -                | -  | -                    | -                    | -                    |                      |                      |
| 1987-1988    | EHC Kloten                 | LNA          | 35  | 29               | 18               | 47               | 79               | 7                | 8  | 4                    | 12                   | 8                    |                      |                      |
| 1988-1989    | HC Martigny                | LNB          | 36  | 36               | 32               | 68               | 144              | 10               | 6  | 4                    | 10                   | 27                   |                      |                      |
| 1989-1990    | HC Sierre                  | LNB          | 35  | 26               | 39               | 65               | 91               | 10               | 8  | 7                    | 15                   | 36                   |                      |                      |
| 1990-1991    | HC Sierre                  | LNA          | 29  | 19               | 22               | 41               | 56               | 10               | 11 | 11                   | 22                   | 22                   |                      |                      |
| 1991-1992    | HC Martigny                | LNB          | 16  | 11               | 17               | 28               | 18               | 8                | 3  | 9                    | 12                   | 20                   |                      |                      |
| 1992-1993    | HC Martigny                | LNB          | 34  | 27               | 23               | 50               | 58               | 5                | 1  | 2                    | 3                    | 28                   |                      |                      |
| 1993-1994    | HC Martigny                | LNB          | 1   | 0                | 0                | 0                | 0                | -                | -  | -                    | -                    | -                    |                      |                      |
| Totaux LNH   | Totaux LNH                 | Totaux LNH   | 81  | 13               | 14               | 27               | 14               | 10               | 1  | 2                    | 3                    | 2                    |                      |                      |
| Totaux LAH   | Totaux LAH                 | Totaux LAH   | 322 | 153              | 186              | 339              | 14               | 34               | 14 | 14                   | 28                   | 72                   |                      |                      |
| Totaux LNA   | Totaux LNA                 | Totaux LNA   | 163 | 159              | 125              | 284              | 288              | 22               | 27 | 16                   | 43                   | 51                   |                      |                      |
| Totaux LNB   | Totaux LNB                 | Totaux LNB   | 122 | 100              | 111              | 211              | 311              | 33               | 18 | 22                   | 40                   | 111                  |                      |                      |
| Totaux LHJMQ | Totaux LHJMQ               | Totaux LHJMQ | 157 | 101              | 121              | 222              | 132              | 26               | 6  | 18                   | 24                   | 20                   |                      |                      |

### Statistiques d’entraîneur
| Saison    | Équipe                   | Ligue     |       | PJ    | V    | D | N                   |  | Séries éliminatoires |
| 1993-1994 | HC Martigny              | LNB       |       |       |      |   |                     |  |                      |
| 1994-1995 | Olympiques de Hull       | LHJMQ     | 72+21 | 42+15 | 28+6 | 2 | Coupe du président  |  |                      |
| 1995-1996 | Olympiques de Hull       | LHJMQ     | 67+18 | 50+9  | 16+9 | 1 | Demi-finale         |  |                      |
| 1996-1997 | Faucons de Sherbrooke    | LHJMQ     | 70+3  | 24+0  | 45+3 | 1 | Huitièmes de finale |  |                      |
| 1997-1998 | Faucons de Sherbrooke    | LHJMQ     | 70+0  | 26+0  | 41+0 | 3 | -                   |  |                      |
| 1998-1999 | Mooseheads d'Halifax     | LHJMQ     | 70+5  | 46+1  | 20+4 | 4 | Quart de finale     |  |                      |
| 1999-2000 | Mooseheads d'Halifax     | LHJMQ     | 72+10 | 41+4  | 25+6 | 6 | Quart de finale     |  |                      |
| 2000-2001 | Huskies de Rouyn-Noranda | LHJMQ     | 20+9  | 11+4  | 8+5  | 1 | Quart de finale     |  |                      |
| 2001-2002 | Huskies de Rouyn-Noranda | LHJMQ     | 72+4  | 26+0  | 40+4 | 6 | Quart de finale     |  |                      |
| 2002-2003 | Huskies de Rouyn-Noranda | LHJMQ     | 23+0  | 8+0   | 15+0 | 0 | -                   |  |                      |
| 2005-2006 | Université de Moncton    | SUA       |       |       |      |   |                     |  |                      |
| 2006-2007 | Université de Moncton    | SUA       |       |       |      |   |                     |  |                      |
| 2007-2008 | Université de Moncton    | SUA       |       |       |      |   |                     |  |                      |
| 2008-2009 | Université de Moncton    | SUA       |       |       |      |   |                     |  |                      |
| 2009-2010 | HC Sierre                | LNB       |       |       |      |   |                     |  |                      |
| 2010-2011 | HC Sierre                | LNB       |       |       |      |   |                     |  |                      |
| 2010-2011 | HC Viège                 | LNB       |       |       |      |   | Vainqueur           |  |                      |
| 2011-2012 | HC Viège                 | LNB       |       |       |      |   |                     |  |                      |
| 2012-2013 | HC Portes du Soleil      | 2e ligue  |       |       |      |   |                     |  |                      |
| 2013-2014 | HC Sion                  | 1re ligue |       |       |      |   |                     |  |                      |